# 409 до н. е.

## Події
- 409 (Т. Лівій. Історія … М., 1989-93, т.1, с.222-224) — Консули Гней Корнелій Косс і Луцій Фурій Медуллін (вдруге). Квестори Квінт Фабій Вібулан, Квінт Силий, Публій Елій, Марк Пупій (перший — патрицій, інші плебеї). Плебейські трибуни: троє з роду Іціліїв.
- 409 — перше обрання плебея квестором.
- 409 — карфагеняни висаджують армію в Сицилії і в облогу Селін (Селінунт). Захоплення Селіна і його руйнування. Взяття і руйнування Гімере. Жителі Гімере заснували поруч місто Термал Гімеренсес.
- 409/8 — Афінський архонт-епонім Диокл. Ефор-епонім Спарти Арак.
- 409 — Алківіад взяв Візантій.
- 409—395 — Цар Спарти Павсаній (пом. 385) з роду Агід.

## Померли
| рік | Це незавершена стаття про рік. Ви можете допомогти проєкту, виправивши або дописавши її. |